# Manoir de Mathan
Le manoir de Mathan est une demeure, du XVIIe siècle, remaniée au XVIIIe, qui se dresse, dans le Bessin, sur le territoire de la commune française de Crépon, au nord-ouest du département du Calvados, en région Normandie.

## Localisation
Le manoir est situé route de Bayeux, à Crépon, dans le département français du Calvados.

## Historique
La construction initiale remonte à 1605. Le manoir, étudié à l'Inventaire général du patrimoine culturel, appartenait alors à la famille protestante Hüe de Mathan qui lui donna son nom et le conservera jusqu'au début du XIXe siècle,. Le dernier du nom à l'avoir possédé est Louis Hüe de Mathan (1779-1839), et le domaine est partagé entre ses beaux-frères : François de Caumont, le père d'Arcisse de Caumont, obtient la ferme du Colombier, dépendante du manoir, et, Jacques Marguerit de Clouay de Rochefort, hérite du manoir.

## Description
Le domaine est aujourd'hui ceinturé par de nombreux bâtiments aveugles sur l'extérieur, et sur l'arrière par un petit mur d'enceinte. On accédait originellement au manoir par un portail de style baroque du XVIIe siècle, dont il ne subsiste que la porte piétonne, surmontée d'une petite croix en pierre à branches évasées ; la porte cochère a disparu.
Le logis seigneurial de plan rectangulaire a été remanié au début du XVIIIe siècle. Le bâtiment fut alors doublé en longueur sur la partie ouest ; puis on lui ajouta grange, remise et écuries afin de l'organiser autour d'une cour carrée qui est sa structure actuelle. Il fut ensuite surélevé et le nouveau porche d'entrée fut construit.
Le bâtiment se caractérise par un escalier en pierre monumental, ainsi que par des frontons surbaissés (en forme de triangles aplatis) qui surmontent les portes et l'entrée principale, et sur lequel on retrouve en façade une alternance entre de grandes fenêtres encadrées de pierre de taille et des petites lucarnes à fronton triangulaire. Le toit est ponctué de trois petites cheminées.
La grange, soutenue sur sa longueur par de puissants contreforts, à la fois côté route et cour, et avec un colombier de comble et ses nombreux boulins, est percée d'une grande porte charretière avec une arche en plein cintre. Les autre portes sont quant à elles surmontées d'un linteau de bois.
Une boulangerie, un four à pain et des lieux d’aisance construit en pierre calcaire sont situés derrière le logis. Un cellier, un jardin potager ainsi qu'un bassin alimenté par un ruisseau coulant sur ses terres complétait l'ensemble. Au milieu de la cour, une fontaine à pompe a été conservée.